# Laura Wandel
Laura Wandel (Bruselas, 1984) es una directora de cine y guionista belga.

## Trayectoria
Estudió dirección de cine en el Instituto de las Artes de Difusión de Lovaina la Nueva (IAD) presentando como proyecto de fin de carrera su primer cortometraje Murs (Paredes) en 2007 seleccionada en numerosos festivales internacionales. Sus siguientes cortometrajes fueron O négatif (2011) y en 2014 Les corps étrangers  (Cuerpos extraños) , que compitió en el Festival de Cannes y fue nominada para la Palma de Oro como mejor corto.

### Un monde
En 2021 presentó su primer largometraje Un monde (Playground, 2020) una historia sobre el acoso escolar en el que Nora, su protagonista, una niña que tiene que aprender a sobrevivir en el microcosmos de la escuela es testigo del acoso que sufre su hermano mayor. "El patio del recreo es, quizás, el lugar donde se aprende la violencia, pero también los nuevos códigos sociales de este microcosmos. Y Nora, la niña protagonista, va a aprender a hacer malabares con todo eso." señala Wandel. La película fue presentada en el programa Un Certain Regard del 74.º Festival de Cannes donde ganó el Premio FIPRESCI y fue nominada en Un certain regard, a para la Golden Camera.
En 2021 fue seleccionada para participar en la XVIII edición de Nest Film Students, el encuentro internacional de estudiantes de cine que se celebra en el marco de la 67 edición del Festival de San Sebastián donde Un monde fue nominada al premio Zabaltegi-Tabakalera.

## Filmografía
- Murs (2007)
- O négatif (2011)
- BXLx24 (2013) serie de televisión documental de corto metraje. 2 episodios:  La Cérémonie - Heure 15  y La Cérémonie - Heure 19
- Les corps étrangers (2014)
- Un monde (Playground) (2020) largometraje 73'

## Premios y reconocimientos

### PorUn monde
- Premio FIPRESCI 2021 de la Federación Internacional de la Prensa Cinematográfica en el Festival de Cannes.[5]
- First Feature Competition en el London Film Festival 2021
- Premio CIMA mejor cineasta y Calpurnia Grand Prix en el Ourense Independent Film Festival de 2021
- Premio del Público en el Pingyao International Film Festival 2021
- Mención especial y Special Award for the Promotion of Gender Equality - Special Jury Mention en el Festival de Cine de Sarajevo 2021.[2]
- Premio a la mejor película del Festival Cine por Mujeres 2021[7]